# Comuna Haleavîn, Cernihiv
Haleavîn (în ucraineană Халявин) este o comună în raionul Cernihiv, regiunea Cernihiv, Ucraina, formată din satele Haleavîn (reședința), Polubotkî și Șevcenka.

## Demografie
Componența lingvistică a comunei Haleavîn
     Ucraineană (94,35%)
     Rusă (4,86%)
     Alte limbi (0,71%)
Conform recensământului din 2001, majoritatea populației comunei Haleavîn era vorbitoare de ucraineană (94,35%), existând în minoritate și vorbitori de rusă (4,86%).